# 四人帮 (乐队)
四人帮是一支英国后朋克乐队，于1976年成立于英国利兹。乐队的原始阵容包括主唱乔恩·金、吉他手安迪·吉尔、贝斯手戴夫·艾伦和鼓手雨果·伯纳姆。乐队经历了多次成员变更，包括 Sara Lee、Gail Ann Dorsey 和 Mark Heaney 在内的一些知名音乐家都加入过乐队。20世纪80年代，乐队曾短暂停止活动，直到90年代归来，乐队变更了成员阵容并录制了两张录音室专辑。2004年到2006年，乐队原始阵容再次团聚；2012年开始，Gill 曾用四人帮的名义进行巡演，直至2020年去世。2021年，乐队宣布 King、Burnham 和 Lee 将重聚，并于与吉他手 David Pajo 一起在2022年进行巡演。
乐队的主要风格是朋克摇滚、放克和回响音乐的结合，歌词重点强调社会和政治上的弊病。《滚石》杂志的大卫·弗里克（David Fricke）称四人帮“可能是摇滚乐中最政治化的乐队”。四人帮被广泛认为是20世纪70年代末和80年代初领导了后朋克运动的乐队。他们的首张专辑《Entertainment!》被《滚石》杂志评为有史上第五佳朋克专辑，并在滚石杂志五百强专辑中排名第483位。2004年，音乐网刊 Pitchfork 将该专辑列为1970年代第8佳专辑，2020年，Pop Matters 杂志将其评为“有史以来最佳后朋克专辑”。

## 历史

### 成立与队名来源
乐队最初由主唱乔恩·金、吉他手安迪·吉尔、鼓手雨果·伯纳姆和贝斯手戴夫·沃夫森（Dave Wolfson）所组成。在进行了两到三次演出后，沃夫森被戴夫·艾伦取代。
1976年，乐队成员安迪·吉尔和乔恩·金在和朋克乐队 The Mekons 成员安迪·科里根（Andy Corrigan）一起开车时看到了一张报道了中国四人帮事件的报纸，决定给自己的四人乐队也起名为“四人帮”（Gang of Four）。

### 首张专辑《Entertainment!》（1976–1979）
1978年12月10日，乐队和爱丁堡的独立唱片公司 Fast Product 合作，发行了首张单曲“Damaged Goods”，其中包括“(Love Like) Anthrax”和“Armalite Rifle”两首歌曲，一经推出就在独立音乐榜单排名第一，还成为了约翰·皮尔在电台节目的最爱单曲。在此之后，乐队两次在约翰·皮尔的节目上进行演出，乐队激情四溢的现场表演使其受到国际上的关注，在欧洲和北美洲的演出每场都能门票售罄。2020年，“Damaged Goods”入选了滚石杂志的一百首最伟大首发单曲排名。
随后，乐队与 EMI 唱片签约，1979年，乐队与 EMI 签约后发行了第一张新单曲“At Home He's a Tourist”。乐队曾受邀参加 BBC 的音乐节目 Top of the Pops，但在 BBC 以“太低俗”（too risqué）为理由，要求乐队在表演用“垃圾”（rubbish）代替原歌词“避孕套”（rubbers）时，乐队在节目上直接愤而离场，这使得这首单曲被 BBC 的电台和电视台禁播，乐队也因此失去了 EMI 的支持。乐队后来的单曲“I Love a Man in a Uniform”在1982年的福克兰战争期间也因歌词的争议性而被 BBC 禁播。